# Кшимошиці
Кшимошиці (пол. Krzymoszyce) — село в Польщі, у гміні Мєндзижець-Підляський Більського повіту Люблінського воєводства.
Населення — 118 осіб (2011).
У 1975-1998 роках село належало до Білопідляського воєводства.

## Демографія
Демографічна структура станом на 31 березня 2011 року:
|          | Загалом | Допрацездатний вік | Працездатний вік | Постпрацездатний вік |
| -------- | ------- | ------------------ | ---------------- | -------------------- |
| Чоловіки | 62      | 12                 | 38               | 12                   |
| Жінки    | 56      | 10                 | 27               | 19                   |
| Разом    | 118     | 22                 | 65               | 31                   |